# Luminița Penișoară
Luminița Penișoară (n. 26 octombrie 1954, Iași) Pictor, grafician.

## Biografie și expoziții
Studii: Institutul de Arte Plastice Iași, clasa prof. Dan Hatmanu, promoția 1976..
Membru al UAP din România din 1991
Expoziții personale.
1982, Galeria ALFA Arad.
1987, Galeria ARTA Arad.
Expoziții de grup:
1980, 1982, 1983, 1984, 1985, Saloanele
Județene Arad; 1987, Expoziția Filialei UAP Arad
în DALLES București; 1989, Salonul de Iarnă,
Galeria ARTA Arad; 1992, Bienala de Acuarelă a
Țărilor Dunărene, Zrejnanin, Iugoslavia; 1993,
Expoziția Filialei UAP Arad la Gyula, Ungaria;
1994, Salonul Județean Arad, Galeria ARTA.
Expoziții cu program:
1988, “Estetica urbană” Galeria ARTA Arad.
1995, “Copacul 3” Expoziția Filialei UAP Arad,
Galeria Națională DELTA.
Alte activități:
Ilustrație de carte: 1988 “Povești pentru
furnici” de Dumitru Toma
Afiș, scenografie, costume, Spectacolul
Romanță Târzie, Teatrul de Stat Arad 1993 Regia:
Ovidiu Ghiniță.
1988, Participă la Expoziția “Artiști din Estul
Europei” Dordrecht, Olanda.
Lucrări în colecții particulare: Franța, Italia,
Germania, Iugoslavia, Israel.

## Lucrări și cronică
|  | Acest mediu ud este evident legat de un model sau de o structură feminină în conceperea existenței: valoarea efectului constă câteodată din materiale fragile, luminozitatea și intimitatea, decorativitatea și lirismul confesional, toate acestea construiesc o definiție contradictorie a unei arte care încearcă să-și apere specificul său propriu. Artiști ca Luminița Penișoară, încearcă să salveze concretul dintr-o lume formală și să obțină o mai joasă echivalență a libertății perfecte în spirit și gestică. | — 1992 Călin Dan |